# Dianous
Dianous är ett släkte av skalbaggar som beskrevs av George Samouelle 1819. Dianous ingår i familjen kortvingar.
Släktet innehåller bara arten Dianous coerulescens.

## Bildgalleri

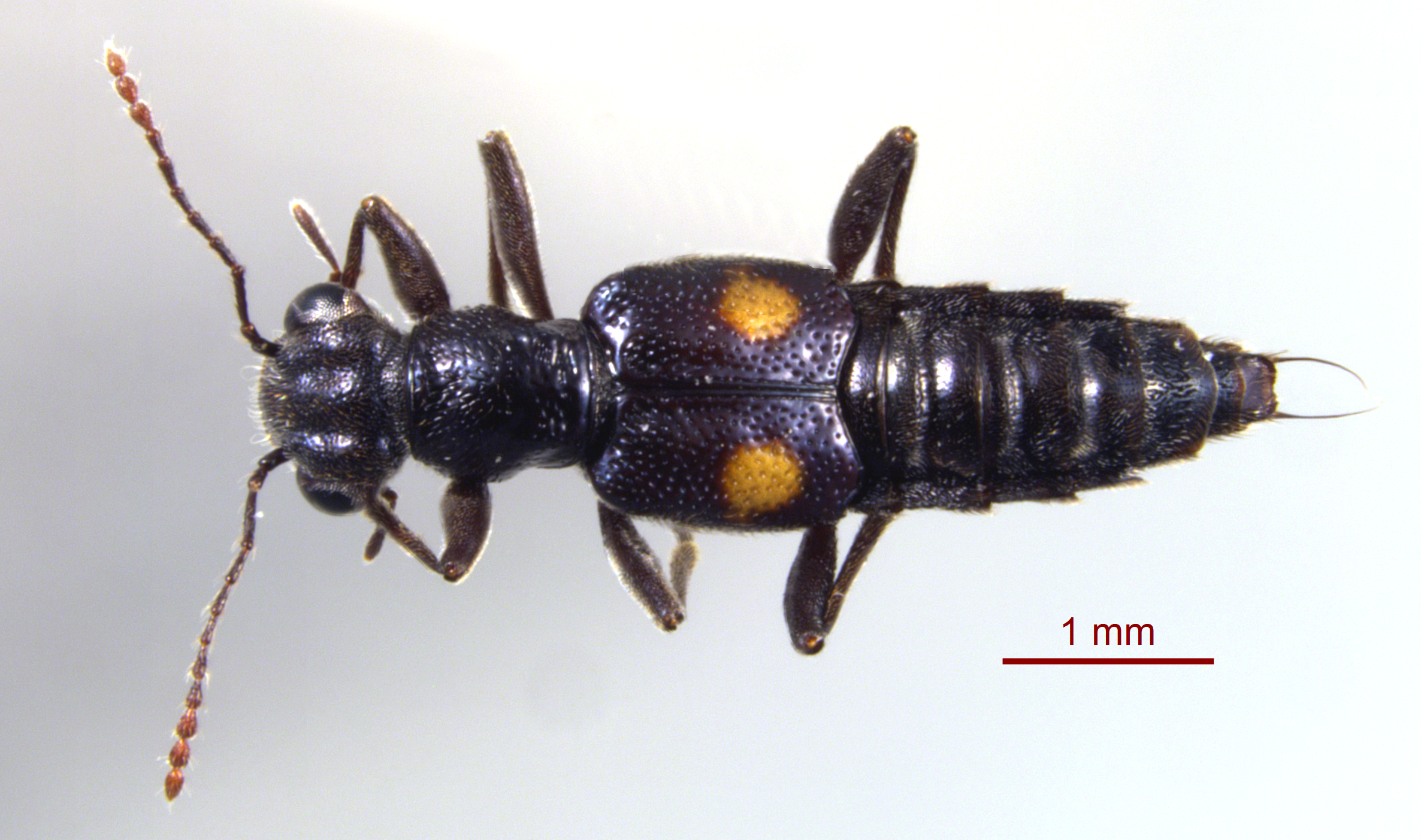
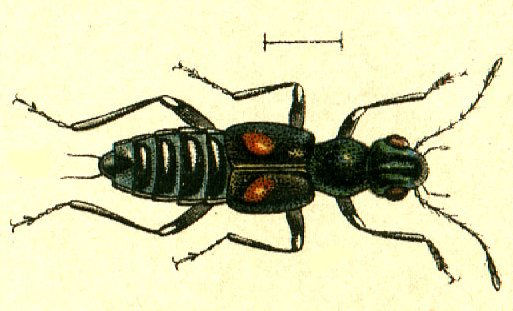